# Князев, Борис Алексеевич
Борис Алексеевич Князев (1 июля 1900, Санкт-Петербург, Российская империя — 7 октября 1975, Париж, Франция) — русский артист балета: танцовщик, хореограф и педагог.

## Биография
Родился в Петербурге. Учился в Петербургском театральном училище с 1914 по 1917 год у Касьяна Голейзовского и Михаила Мордкина.
Уехал из революционной России в 1917 году в Болгарию, затем - в Париж в 1924 году. Вместе с Ольгой Спесивцевой (в то время своей женой) открыл небольшую студию, затем работал балетмейстером в «Опера-комик».
В 1937 году открыл собственную балетную школу в Париже, в 1953 — в Лозанне; преподавал в Афинах и Риме, возглавлял Международную академию танца в Женеве.
Князев считался превосходным педагогом. Среди его учеников: Зизи Жанмер, Ролан Пети, Иветт Шовире. С 13-летнего возраста уроки у него брала Брижит Бардо.
Изобретатель партерной гимнастики (barre au sol) — комплекса упражнений, выполняемого лёжа и сидя на полу и направленного на развитие гибкости, силы мышц и прочих физических данных, необходимых для занятия классическим балетом.

### Личная жизнь
Муж балерин Ольги Спесивцевой и Нины Вырубовой. В браке с Вырубовой у него в 1951 году родился сын Юрий (Yura Kniazeff), ставший танцовщиком, солистом Национального балета Канады (National Ballet of Canada).